# بورولو
بورولو (به ایتالیایی: Burolo) یک کومونه در ایتالیا است که در استان تورین واقع شده‌است.

## خصوصیات
بورولو ۵٫۵ کیلومترمربع مساحت و ۱٬۲۷۶ نفر جمعیت دارد.